# IC 404
IC 404 је спирална галаксија у сазвјежђу Орион која се налази на листи објеката дубоког неба у Индекс каталогу.
Деклинација објекта је + 9° 45' 17" а ректасцензија 5h 13m 19,6s. Привидна величина (магнитуда) објекта IC 404 износи 14,6 а фотографска магнитуда 15,4. IC 404 је још познат и под ознакама CGCG 446-1, PGC 16935.